# Камизано Вичентино
Камиза̀но (на италиански: Camisano Vicentino; на венециански: Camisàn, Камисан) е град и община в Северна Италия, провинция Виченца, регион Венето. Разположен е на 27 m надморска височина. Населението на общината е 11 115 души (към 2015 г.).